# Registro italiano donatori midollo osseo
Il Registro italiano donatori midollo osseo o IBMDR (Italian Bone Marrow Donor Registry in inglese) è un registro informatizzato nel quale vengono inseriti i dati relativi a tutti i potenziali donatori di midollo osseo.
Lo scopo del progetto, avviato nel 1989, dal professor Giorgio Reali, l'allora primario del centro trasfusionale dell'ospedale Galliera di Genova, è "reperire cittadini italiani disponibili ad offrire in maniera anonima, volontaria e non retribuita il proprio sangue midollare a favore di pazienti affetti da gravi malattie del sangue."
Al 31 gennaio 2019 risultavano iscritti all'IBMDR 423 008 potenziali donatori, facenti capo a 77 centri donatori e 17 registri regionali.